# Яр Караїчний
Яр Караїчний — річка в Україні, у Вовчанській міській громаді Чугуївського району  Харківської області. Ліва притока Вовчої (басейн Сіверського Дінця).

## Розташування
Річка тече на північний захід по дну однойменної балки, бере початок у селі Вірівка і впадає до річки Вовчої в селі Караїчне. Відстань від гирла Вовчої до місця впадіння річки Яр Караїчний — 24 км.
Вздовж річки від витоку до гирла розташовані села: Вірівка, Бакшеївка, Волохівське, Караїчне.

## Опис
Довжина річки — 18 км. Площа басейну — 70,8 км². Похил річки — 3,9 м/км.

## Притоки
Від витоку до гирла:
- Яр Водяний - ліва притока, впадає між селами Бакшеївка та Волохівське[2]
- Яр Басаків - права притока
- Яр Голий - ліва притока [3]
- Яр Рідкодуб - ліва притока [4]